# Blédougou
Blédougou est une localité située dans le département de Loumana de la province de la Léraba dans la région des Cascades au Burkina Faso.

## Géographie
Blédougou se trouve à 4 km au nord-est de Kangoura, et à 5 km au sud-est de Loumana, le chef-lieu du département. 

## Démographie
| 2003 | 2006 | 2012 |
| ---- | ---- | ---- |
| 424  | 564  | -    |

## Éducation et santé
Le centre de soins le plus proche de Blédougou est le centre de santé et de promotion sociale (CSPS) de Kangoura tandis que le centre médical avec antenne chirurgicale (CMA) est à Sindou et que le centre hospitalier régional (CHR) se trouve à Banfora.
Le village possède une école primaire publique.